# Copa de Portugal 2021-22
La Copa de Portugal 2021-22 (conocida como Taça de Portugal Placard de 2021-22 por motivos de patrocinio) es la 83.ª edición de la Copa de Portugal.

## Formato
Esta edición de la Copa de Portugal sigue el mismo formato que el anterior, que se compone de siete eliminatorias y una final. Los seis equipos "B" (uno de ellos en el campeonato de Portugal, 5 en la segunda liga) no pueden participar en esta competición.
En la primera ronda de 79 equipos participantes en el Campeonato de Portugal, así como los 41 equipos de distrito. En la segunda ronda, se unen a los 60 ganadores de la primera ronda de 17 equipos repescadas y 15 equipos de la Segunda División. En la tercera ronda entran los clubes de Primeira Liga.
Todas las eliminatorias se disputan a un solo partido con excepción de las semifinales, que se disputan a partidos de ida y vuelta, si la igualdad persiste se recurre a una prórroga y posteriormente tanda de penales, si son necesarias para desempate. En la segunda eliminatoria los equipos de la Segunda Liga no se pueden enfrentar y jugar siempre en calidad de visitante, siendo que lo mismo se aplica para los equipos de la Primeira Liga, en la tercera eliminatoria. La final se juega en un escenario definido por la FPF, tradicionalmente el Estadio Nacional de Portugal, en Lisboa.

## Primera ronda
La jugaron un total de 120 equipos
| 9 de septiembre de 2021 Serie A | Limianos (4)                                             | 3–2     | (3) Montalegre                        | Ponte de Lima                                |  |
| 16:00                           | - Joel Marques 58' - Marco Costa 85' - Fábio Pimenta 90' | Reporte | - André Martins 44' - Ruben Neves 61' | Estadio: Campo Cruzeiro Árbitro: Tiago Neves |  |

| 11 de septiembre de 2021 Serie A | Mirandela (4) | 0–1     | (3) Fafe                | Mirandela                                          |  |
| 16:00                            |               | Reporte | - Leonardo Teixeira 53' | Estadio: Estádio São Sebastião Árbitro: André Neto |  |

| 11 de septiembre de 2021 Serie A | Valenciano (5)                               | 2–4     | (4) Merelinense                                      | Valença do Minho                                            |  |
| 17:00                            | - Tiago Mendes 63' - Francisco Cerqueira 81' | Reporte | - Thoma Boutin 16' - Zé Diogo 20' - Postiga 28', 77' | Estadio: Estádio Dr Lourenço Raymundo Árbitro: Pedro Vieira |  |

| 11 de septiembre de 2021 Serie A | Cerva (5)                   | 1–3     | (4) Maria da Fonte                                            | Ribeira de Pena                                |  |
| 17:00                            | - Tiago Oliveira 67' (pen.) | Reporte | - João Antunes 51' - Hircane Graca 90' (pen.) - Rui Neves 90' | Estadio: Campo Cavalinho Árbitro: Nelson Cunha |  |

| 11 de septiembre de 2021 Serie A | Macedo de Cavaleiros (4) | 1–0     | (4) Forjães | Macedo de Cavaleiros                                               |  |
| 17:00                            | - Carlos Barbosa 13'     | Reporte |             | Estadio: Estadio municipal Macedo Cavaleiros Árbitro: André Santos |  |

| 11 de septiembre de 2021 Serie A | Vianense (4)                           | 2–1     | (5) Âncora Praia | Viana do Castelo                                       |  |
| 17:00                            | - Mailo Cruz 22' - Guilherme Silva 37' | Reporte | - Hugo Gomes 52' | Estadio: Estádio Dr José Matos Árbitro: Edgar Baptista |  |

| 11 de septiembre de 2021 Serie B | Santa Marta de Penaguião (4) | 0–3     | (4) Camacha                                           | Santa Marta de Penaguião                                                  |  |
| 11:00                            |                              | Reporte | - Luis Mendonça 7' - José Abreu 24' - Vitor Abreu 58' | Estadio: Estádio municipal Santa Marta Penaguião Árbitro: Duarte Oliveira |  |

| 11 de septiembre de 2021 Serie B | Felgueiras (3)                                   | 3–0     | (4) Câmara de Lobos | Felgueiras                                                             |  |
| 15:00                            | - Isaac Cisse 14', 49' - Théo Fonseca 90' (pen.) | Reporte |                     | Estadio: Estádio municipal Dr Machado Matos Árbitro: Humberto Teixeira |  |

| 11 de septiembre de 2021 Serie B | Machico (5) | 0–5     | (4) São Martinho                                           | Machico                                       |  |
| 16:00                            |             | Reporte | - Almeida 18', 23', 54' - Sele Davou 27' - Diogo Nunes 71' | Estadio: Estádio Machico Árbitro: Luis Filipe |  |

| 11 de septiembre de 2021 Serie B | Berço (4)                            | 2–1     | (5) Joane       | Guimarães                                                                |  |
| 17:00                            | - Túlio Silva 4' - João Silveira 12' | Reporte | - Rui Silva 14' | Estadio: Campo Da Pista De Atletismo Gémeos Castro Árbitro: Xavier Gomes |  |

| 11 de septiembre de 2021 Serie B | Vila Meã (4)                                                     | 3–3 (4-2 pen.) | (4) Amarante                                                         | Amarante                                                |  |
| 17:00                            | - Tiago Carneiro 3' - Rabiola 82' (pen.) - Pedro Covelinhas 101' | Reporte        | - Miguel Tavares 21' - Bruno Guimarães 61' - Diogo Nunes 115' (pen.) | Estadio: Estadio municipal Vila Meã Árbitro: João Matos |  |

| 12 de septiembre de 2021 Serie B | Vila Real (4)         | 1–1 (5-4 pen.) | (4) Tirsense    | Vila Real                                       |  |
| 17:00                            | - Miguel Carreira 19' | Reporte        | - Júlio Melo 8' | Estadio: Campo do Calvário Árbitro: Bruno Costa |  |

| 11 de septiembre de 2021 Serie C | Gondomar (4)                               | 2–3     | (4) Salgueiros                                           | Gondomar                                     |  |
| 11:15                            | - Idelino Colubali 39' - Fábio Pereira 50' | Reporte | - Ivo Lemos 24' - Nelson Agra 76' - Abdoullahi Tanko 90' | Estadio: São Miguel Árbitro: Carlos Teixeira |  |

| 11 de septiembre de 2021 Serie C | Canelas 2010 (3) | 12–0    | (5) Régua | Canelas                                                         |  |
| 17:00                            | - Mohamed Toure 5' - João Machado 8', 42' - Francisco Sousa 22', 25', 31' - Inácio Marques 56' - Leonardo Araújo 59', 68', 90' - Isaac Boakye 75' - Diogo Fernandes 76' | Reporte |           | Estadio: Estádio Clube Futebol Canelas 2010 Árbitro: José Bessa |  |

| 11 de septiembre de 2021 Serie C | Pedroso (5) | 0–2     | (4) Paredes                       | Pedroso e Seixezelo                                       |  |
| 17:00                            |             | Reporte | - Seung Choi 58' - Nilo Leite 61' | Estadio: Complexo Desportivo Pedroso Árbitro: Bruno Nunes |  |

| 11 de septiembre de 2021 Serie C | Moimenta da Beira (5)             | 2–3     | (5) Cinfães                                                         | Moimenta da Beira                                              |  |
| 17:00                            | - Sérgio Oliveira 15', 84' (pen.) | Reporte | - João Carvalho 42' - Paulo Pereira 75' - José Magalhaes 90', pen.' | Estadio: Estadio municipal Moimenta Beira Árbitro: Luis Maximo |  |

| 12 de septiembre de 2021 Serie C | União de Lamas (5)      | 1–1 (6-7 pen.) | (4) Espinho     | Santa Maria de Lamas                                               |  |
| 14:00                            | - Antônio Magalhães 19' | Reporte        | - Kenedy Co 18' | Estadio: Estádio Comendador Henrique Amorim Árbitro: Marcio Torres |  |

| 12 de septiembre de 2021 Serie C | Leça (4)           | 1–0     | (3) Lusitânia Lourosa | Leça da Palmeira                               |  |
| 16:45                            | - Miguel Lopes 62' | Reporte |                       | Estadio: Estádio do Leça FC Árbitro: Rui Silva |  |

| 11 de septiembre de 2021 Serie D | Ançã (5)           | 1–0     | (3) Sanjoanense | Ançã                                                      |  |
| 17:00                            | - Nuno Pereira 88' | Reporte |                 | Estadio: Parque Desportivo De Ançã Árbitro: Vasco Almeida |  |

| 11 de septiembre de 2021 Serie D | Vigor da Mocidade (5) | 0–0 (4-5 pen.) | (4) União de Coimbra | Coímbra                                                     |  |
| 17:00                            |                       | Reporte        |                      | Estadio: Complexo Desportivo Do Vigor Árbitro: André Mendes |  |

| 11 de septiembre de 2021 Serie D | Estarreja (5)        | 1–2     | (5) Águias do Moradal                        | Estarreja                                                             |  |
| 17:00                            | - Carlos Tavares 84' | Reporte | - Pedro Buaro 7' - Duarte Garrido 21' (o.g.) | Estadio: Estadio Do Clube Desportivo De Estarreja Árbitro: João Costa |  |

| 11 de septiembre de 2021 Serie D | Oliveirense (3)                                                                          | 6–0     | (5) Guarda Desportiva | Oliveira de Azeméis                                |  |
| 17:00                            | - Luizinho Silva 3' - José Marques 7' - João Paredes 34', 69', 90' - Simão Fernandes 52' | Reporte |                       | Estadio: Estádio Carlos Osório Árbitro: João Bento |  |

| 11 de septiembre de 2021 Serie D | Castro Daire (4) | 1–0     | (5) Trancoso | Castro Daire                                                    |  |
| 17:00                            | - Tiago Veiga 9' | Reporte |              | Estadio: Complexo Desportivo Castro Daire Árbitro: Joel Pacheco |  |

| 11 de septiembre de 2021 Serie D | Alvarenga (4)                                         | 3–1     | (4) Gouveia      | Alvarenga                                         |  |
| 17:00                            | - João Silva 1' - Michael Santos 17' - Lucas Reis 72' | Reporte | - Luis Nunes 21' | Estadio: Dr Reinaldo Noronha Árbitro: Bruno Cunha |  |

| 11 de septiembre de 2021 Serie E | Benfica Castelo Branco (4) | 1–0     | (5) Matamourisquense | Castelo Branco                                                    |  |
| 17:00                            | - Jailson Gomes 29'        | Reporte |                      | Estadio: Estádio municipal Castelo Branco Árbitro: Cláudio Durães |  |

| 11 de septiembre de 2021 Serie E | Marinhense (4)      | 1–2     | (4) Idanhense            | Marinha Grande                                              |  |
| 17:00                            | - Miguel Velosa 53' | Reporte | - Carlos Semedo 54', 80' | Estadio: Municipal da Marinha Grande Árbitro: João Carvalho |  |

| 11 de septiembre de 2021 Serie E | Vila Velha de Ródão (5) | 0–3     | (4) Vitória de Sernache                                  | Vila Velha de Ródão                                               |  |
| 17:00                            |                         | Reporte | - Fábio Santos 7' - Gonçalo Gomes 47' - Rafael Silva 81' | Estadio: Estadio municipal Vila Velha Rodão Árbitro: Helder Nunes |  |

| 11 de septiembre de 2021 Serie E | Sertanense (4)                        | 2–0     | (4) Peniche | Sertã                                                      |  |
| 17:00                            | - Nicolas Meek 12' - Luis Martins 80' | Reporte |             | Estadio: Campo Dr Marques Santos Árbitro: Carlos Espadinha |  |

| 11 de septiembre de 2021 Serie E | Abrantes e Benfica (5)                    | 2–4 (t.s.) | (3) Caldas                                              | Abrantes                                                   |  |
| 19:30                            | - Antonio Matos 51' - Miguel Fernando 61' | Reporte    | - Joao Rodrigues 25' (pen.) - Gonçalo Chaves 42' (pen.) | Estadio: Estádio municipal Abrantes Árbitro: Pedro Ramalho |  |

| 11 de septiembre de 2021 Serie F | União de Santarém (3) | 0–0 (1-3 pen.) | (4) Loures | Santarém                                                   |  |
| 11:00                            |                       | Reporte        |            | Estadio: Campo Chã Das Padeiras Árbitro: Anzhony Rodrigues |  |

| 11 de septiembre de 2021 Serie F | Elvas (4) | 0–2     | (4) Sacavenense                            | Elvas                                                                    |  |
| 16:45                            |           | Reporte | - Yannick Medina 18' - Arilton Almeida 85' | Estadio: Estádio Munic Domingos Carrilho Patalino Árbitro: Josué Padeiro |  |

| 11 de septiembre de 2021 Serie F | Alverca (3) | 6–0     | (5) Eléctrico | Alverca do Ribatejo                                          |  |
| 17:00                            | - Emerson Almeida 6' - Diogo Ribeiro 39' - Ricardo Rodrigues 45' (pen.) - Jefferson Silva 65', 84' - Miguel Gonçalves 68' (o.g.) | Reporte |               | Estadio: Campo Futebol Clube Alverca Árbitro: José Rodrigues |  |

| 11 de septiembre de 2021 Serie F | Glória do Ribatejo (5) | 0–4     | (4) Sintrense                                                                | Marinhais                                                                    |  |
| 17:00                            |                        | Reporte | - Gonçalo Pinto 13' - Hélio Varela 23' - Luis Mota 73' - Eduardo Marinho 89' | Estadio: Campo Nº1 Complexo Desp. Munic. Marinhais Árbitro: Gonçalo Carreira |  |

| 12 de septiembre de 2021 Serie F | Arronches e Benfica (5)                                                 | 3–3 (5-3 pen.) | (5) Vasco da Gama V.F. do Campo                             | Arronches                                                     |  |
| 15:00                            | - Guilherme Gomes 40' - Dante Santos 90' - Gonçalo Ludovico 113' (pen.) | Reporte        | - Pedro Mestre 70' - Ricardo Santos 80' - Paulo Furtado 96' | Estadio: Estadio municipal Arronches Árbitro: Diogo Trancadas |  |

| 10 de septiembre de 2021 Serie G | Real SC (3)            | 1–0     | (4) Barreirense | Queluz                                                    |  |
| 20:00                            | - Rodrigo Monteiro 69' | Reporte |                 | Estadio: Campo N.º 1 Real Sport Clube Árbitro: João Pinto |  |

| 11 de septiembre de 2021 Serie G | Praiense (4) | 0–1     | (4) Sp. Ideal        | Praia da Vitória                                               |  |
| 15:00                            |              | Reporte | - Ismael Fatadjo 52' | Estadio: Estadio municipal Praia Vitoria Árbitro: Diogo Coelho |  |

| 11 de septiembre de 2021 Serie G | Lusitano de Évora (5) | 1–2     | (3) Oriental Dragon                    | Évora                                        |  |
| 17:00                            | - Vitor Martelo 49'   | Reporte | - Nii Plange 16' - Wilson Januário 43' | Estadio: Campo Estrela Árbitro: Bruno Vieira |  |

| 11 de septiembre de 2021 Serie G | Pinhalnovense (4) | 0–2     | (3) Amora                               | Pinhal Novo                                            |  |
| 17:00                            |                   | Reporte | - Edson Baessa 30' - António Xavier 43' | Estadio: Campo Jogos Santos Jorge Árbitro: João Mendes |  |

| 12 de septiembre de 2021 Serie G | Damaiense (5)                                                         | 3–1     | (5) Lusitânia dos Açores | Damaia                                         |  |
| 11:00                            | - Gonçalo Passarinho 71' - Christian Mate 90' (pen.) - Pedro Alem 90' | Reporte | - Dario Simão 86'        | Estadio: Campo Damaiense Árbitro: Joel Martins |  |

| 11 de septiembre de 2021 Serie H | Ferreiras (5)         | 1–0     | (5) Penedo Gordo | Vandoma                                                       |  |
| 17:00                            | - Gonçalo Martins 20' | Reporte |                  | Estadio: Complexo Desportivo da Nora Árbitro: Diogo Gonçalves |  |

| 11 de septiembre de 2021 Serie H | Moncarapachense (4) | 1–1 (1-4 pen.) | (5) Comércio e Indústria | Moncarapacho                                                    |  |
| 17:00                            | - Sérgio Abreu 47'  | Reporte        | - Martim Mira 90'        | Estadio: Estádio Dr.António João Eusébio Árbitro: Ricardo Diogo |  |

| 11 de septiembre de 2021 Serie H | Vasco da Gama da Vidigueira (5) | 1–2     | (4) Imortal                                 | Vidigueira                                                     |  |
| 17:00                            | - Thalison Costa 90'            | Reporte | - Mateus Vieira 46' - Alexandre Portela 55' | Estadio: Estadio municipal De Vidigueira Árbitro: David Duarte |  |

| 11 de septiembre de 2021 Serie H | Olhanense (4)       | 1–0     | (4) Juventude de Évora | Olhão                                               |  |
| 17:00                            | - Ricardo Matos 17' | Reporte |                        | Estadio: Estádio José Arcanjo Árbitro: João Marques |  |

| 11 de septiembre de 2021 Serie H | Culatrense (5)               | 1–2     | (4) Louletano                              | Faro                                                            |  |
| 17:00                            | - Claudio Pacheco 15' (pen.) | Reporte | - Aníbal Andre 11' - Erik Silva 33' (pen.) | Estadio: Campo Complexo Desportivo Penha Árbitro: André Vasques |  |

## Tercera Ronda
A esta ronda se unieron los equipos de la Primeira Liga.
| 15 de octubre de 2021 | Académica (2) | 0–4     | (1) Famalicão                                                                      | Coímbra                                                     |  |
| 18:00                 |               | Reporte | - Alexandre Penetra 15' - Iván Jaime 18' - Heriberto Tavares 25' - Simon Banza 63' | Estadio: Estádio Cidade de Coimbra Árbitro: Manuel Oliveira |  |

| 15 de octubre de 2021 | Sintrense (4) | 0–5     | (1) Porto                                                           | Sintra                                                           |  |
| 18:45                 |               | Reporte | - Sérgio Oliveira 17', 27' - Evanilson 55', 69' - Toni Martínez 76' | Estadio: Estádio do Sport União Sintrense Árbitro: André Narciso |  |

| 15 de octubre de 2021 | Belenenses (4) | 0–4     | (1) Sporting de Lisboa                                  | Belém                                                |  |
| 20:45                 |                | Reporte | - Tomás 2', 70' - Cabral 76' (pen.) - Santos 79' (pen.) | Estadio: Estádio do Restelo Árbitro: Gustavo Correia |  |

| 16 de octubre de 2021 | Oliveira do Hospital (3) | 0–1     | (1) Vitória de Guimarães | Oliveira do Hospital                                                       |  |
| 11:00                 |                          | Reporte | - Marcus Edwards 16'     | Estadio: Estádio municipal de Oliveira do Hospital Árbitro: Vitor Ferreira |  |

| 16 de octubre de 2021 | Oriental Dragon (3)                 | 2–3 (t.s.) | (1) Moreirense                                              | Pinhal Novo                                               |  |
| 15:00                 | - João Maia 30' - Filipe Gaspar 75' | Reporte    | - Gonçalo Franco 48' - Rafael Martins 59' - André Luis 112' | Estadio: Estádio Alfredo da Silva Árbitro: João Gonçalves |  |

| 16 de octubre de 2021 | Paredes (4)                                    | 3–1     | (2) Académico de Viseu | Paredes                                                      |  |
| 15:00                 | - Pedro Correia 12', 69' - Henrique Santos 58' | Reporte | - Famana Quizera 29'   | Estadio: Cidade Desportiva De Paredes Árbitro: Carlos Macedo |  |

| 16 de octubre de 2021 | Berço (4)          | 1–2 (t.s.) | (1) Belenenses SAD                      | Guimarães                                        |  |
| 15:00                 | - Helder Lopes 72' | Reporte    | - Afonso Sousa 40' - Alioune Ndour 120' | Estadio: Campo Gémeos Castro Árbitro: Hugo Silva |  |

| 16 de octubre de 2021 | Leixões (2)                                                                 | 5–1     | (4) Vilaverdense     | Matosinhos                                         |  |
| 15:00                 | - Yuri 41' - Kiki 51' - Jefferson Encada 63' - Thalis 74' - Luan Santos 75' | Reporte | - José Cerqueira 65' | Estadio: Estádio do Mar Árbitro: Bruno Pires Costa |  |

| 16 de octubre de 2021 | Valadares (4)     | 1–3     | (2) Casa Pia                                          | Vila Nova de Gaia                                           |  |
| 15:00                 | - Nelson Cunha 9' | Reporte | - Jota Silva 8' - Leonardo Lelo 62' - João Vieira 69' | Estadio: Complexo Desportivo Valadares Árbitro: José Gorjão |  |

| 16 de octubre de 2021 | Camacha (4)        | 1–2     | (1) Tondela                            | Madeira                                                       |  |
| 15:00                 | - Gabriel Fraga 5' | Reporte | - Manu Hernando 3' - Salvador Agra 90' | Estadio: Campo municipal da Nogueira Árbitro: Claudio Pereira |  |

| 16 de octubre de 2021 | Espinho (4) | 0–1 (t.s.) | (3) Caldas           | Espinho                                                            |  |
| 15:00                 |             | Reporte    | - João Rodrigues 91' | Estadio: Estádio Comendador Manuel Violas Árbitro: Antônio Moreira |  |

| 16 de octubre de 2021 | Vilafranquense (2)               | 3–2 (t.s.) | (3) Real SC                             | Vila Franca de Xira                                  |  |
| 15:00                 | - Anderson Silva 18', 111', 114' | Reporte    | - Gustavo Souza 1' - Micael Borges 120' | Estadio: Campo do Cevadeiro Árbitro: Helder Carvalho |  |

| 16 de octubre de 2021 | União de Leiria (3) | 0–2     | (1) Santa Clara                             | Leiría                                                     |  |
| 16:00                 |                     | Reporte | - Gonçalo Gregório 37' (o.g.) - Lincoln 61' | Estadio: Estádio Dr. Magalhães Pessoa Árbitro: Manuel Mota |  |

| 16 de octubre de 2021 | Trofense (2) | 1–2 (t.s.) | (1) Benfica                 | Trofa                                               |  |
| 20:15                 | - Pachu 80'  | Reporte    | - Everton 21' - Almeida 94' | Estadio: Estádio CD Trofense Árbitro: António Nobre |  |

| 17 de octubre de 2021 | Varzim (2) | 2–2 (3-2 pen.) | (1) Marítimo | Póvoa de Varzim                       |  |
| 11:00                 |            |                |              | Estadio: Estádio do Varzim Sport Club |  |

| 17 de octubre de 2021 | Vitória de Setúbal (3) | 0–2     | (1) Vizela                                  | Setúbal                                         |  |
| 14:00                 |                        | Reporte | - Alex Mendez 27' - Guilherme Schettine 37' | Estadio: Estádio do Bonfim Árbitro: Hugo Miguel |  |

| 17 de octubre de 2021 | Serpa (4) | 0–0 (7-6 pen.) | (2) Sp. Covilhã | Serpa                                                               |  |
| 15:00                 |           | Reporte        |                 | Estadio: Complexo Desportivo Manuel Baião Árbitro: Ricardo Baixinho |  |

| 17 de octubre de 2021 | Felgueiras (3) | 0–1     | (1) Estoril                   | Felgueiras                                                     |  |
| 15:00                 |                | Reporte | - Leonardo Acevedo 36' (pen.) | Estadio: Estádio Dr. Machado de Matos Árbitro: Fábio Veríssimo |  |

| 17 de octubre de 2021 | Moitense (5) | 0–5     | (1) Braga                                                                                  | Moita                                                   |  |
| 15:00                 |              | Reporte | - Mario González 39' - Bruno Rodrigues 54' - Roger Fernandes 81' - Vítor Oliveira 85', 89' | Estadio: Estádio Alfredo Silva Árbitro: Miguel Nogueira |  |

| 17 de octubre de 2021 | Torreense (3)          | 1–1 (3-1 pen.) | (3) Fafe                | Torres Vedras                                          |  |
| 15:00                 | - Rui Silva 90' (pen.) | Reporte        | - Leonardo Teixeira 11' | Estadio: Estádio Manuel Marques Árbitro: Bruno Rebocho |  |

| 17 de octubre de 2021 | Cinfães (5) | 0–4     | (2) Farense                                                                    | Cinfães                                                         |  |
| 15:00                 |             | Reporte | - Pedro Henrique 23', 41' (pen.) - Jorge Fraga 37' (o.g.) - Cristian Ponde 76' | Estadio: Estádio municipal Cerveira Pinto Árbitro: João Casegas |  |

| 17 de octubre de 2021 | Leça (4)           | 1–1 (2-1 pen.) | (1) Arouca          | Leça da Palmeira                                   |  |
| 15:00                 | - Nuno Barbosa 33' | Reporte        | - Eboué Kouassi 89' | Estadio: Estádio do Leça FC Árbitro: João Pinheiro |  |

| 17 de octubre de 2021 | Castro Daire (4)      | 2–2 (1-4 pen.) | (4) Olhanense                             | Castro Daire                                                         |  |
| 15:00                 | - Diogo Braz 44', 73' | Reporte        | - Ricardo Matos 45' - Xavier Venâncio 87' | Estadio: Complexo Desportivo de Castro Daire Árbitro: Daniel Cardoso |  |

| 17 de octubre de 2021 | Alverca (3)                                                                            | 4–1     | (3) Anadia            | Alverca do Ribatejo                                        |  |
| 15:00                 | - João Sousa 11' - Ricardo Rodrigues 53' - Jorge Bernardo 70' (pen.) - Eurico Neto 90' | Reporte | - Fasuto Lourenço 19' | Estadio: Campo Futebol Clube Alverca Árbitro: Bruno Vieira |  |

| 17 de octubre de 2021 | Louletano (4)     | 1–2     | (2) Estrela da Amadora  | Faro                                          |  |
| 15:00                 | - Álvaro Gomes 8' | Reporte | - Paulo Araújo 27', 90' | Estadio: Estádio Algarve Árbitro: Flávio Lima |  |

| 17 de octubre de 2021 | Benfica Castelo Branco (4) | 1–2     | (2) Penafiel                 | Castelo Branco                                                     |  |
| 15:00                 | - Vitinha 89' (o.g.)       | Reporte | - Sunday Akoh 27' - Ruca 80' | Estadio: Estádio municipal Vale do Romeiro Árbitro: Iancu Vasilica |  |

| 17 de octubre de 2021 | Mafra (2)                                                        | 3–0     | (4) União de Coimbra | Mafra                                                      |  |
| 15:00                 | - Bernardo Ferreira 18' (o.g.) - Kikas 35' - Rodrigo Martins 79' | Reporte |                      | Estadio: Estádio municipal de Mafra Árbitro: Marcos Brazão |  |

| 17 de octubre de 2021 | Condeixa (4) | 0–5     | (1) Gil Vicente                                                    | Condeixa-a-Nova                                                   |  |
| 15:00                 |              | Reporte | - Boubacar Hanne 12', 37' - Diogo Silva 49' - Samuel Lino 75', 90' | Estadio: Estádio municipal de Condeixa-a-Nova Árbitro: Fábio Melo |  |

| 17 de octubre de 2021 | Feirense (2) | 3–1     | (2) Nacional | Santa Maria da Feira                                       |  |
| 15:00                 |              | Reporte |              | Estadio: Estádio Marcolino de Castro Árbitro: Luís Godinho |  |

| 17 de octubre de 2021 | Águias do Moradal (5) | 0–3     | (1) Paços de Ferreira                               | Oleiros                                      |  |
| 15:00                 |                       | Reporte | - Zé Uilton 30' - Flávio Ramos 66' - João Pedro 89' | Estadio: Campo Ventoso Árbitro: Nuno Almeida |  |

| 17 de octubre de 2021 | Oliveirense (3)                                             | 3–3 (4-5 pen.) | (1) Portimonense                                | Oliveira de Azeméis                                     |  |
| 17:00                 | - Luizinho Silva 35' - João Paredes 85' - Filipe Alves 119' | Reporte        | - Renato Júnior 19', 55' - Simão Fernandes 113' | Estadio: Estádio Carlos Osório Árbitro: Helder Malheiro |  |

| 17 de octubre de 2021 | Rio Ave (2)                                               | 4–0     | (1) Boavista | Vila do Conde                                 |  |
| 20:00                 | - Zé Manuel 14' (pen.) - Guga 73' - Gabrielzinho 86', 89' | Reporte |              | Estadio: Estádio dos Arcos Árbitro: Rui Costa |  |

## Cuarta ronda
Participaron 32 equipos y el Leça, el Paredes y el Serpa fueron los equipos de menor categoría.
| 18 de noviembre de 2021 | Sporting CP (1)                   | 2–1     | (2) Varzim            | Lisboa                                                |  |
| 20:15                   | - Pedro Gonçalves 67', 88' (pen.) | Reporte | - Heliardo 78' (pen.) | Estadio: Estádio José Alvalade Árbitro: André Narciso |  |

| 19 de noviembre de 2021 | Casa Pia (2)                                               | 3–1     | (2) Farense          | Lisboa                                                 |  |
| 16:00                   | - Jota Silva 6' - Nermin Zolotić 19' - Derick Poloni 90+5' | Reporte | - Pedro Henrique 66' | Estadio: Estádio Pina Manique Árbitro: Gustavo Correia |  |

| 19 de noviembre de 2021 | Penafiel (2) | 0–3     | (1) Portimonense                              | Penafiel                                                    |  |
| 18:45                   |              | Reporte | - Aylton Boa Morte 26', 30' - Iván Angulo 42' | Estadio: Estadio municipal 25 de Abril Árbitro: Manuel Mota |  |

| 19 de noviembre de 2021 | Benfica (1)                                                | 4–1     | (1) Paços de Ferreira | Lisboa                                           |  |
| 20:45                   | - Grimaldo 78' - Seferovic 82' - Silva 87' - Everton 90+3' | Reporte | - Santos 52'          | Estadio: Estádio da Luz Árbitro: Manuel Oliveira |  |

| 20 de noviembre de 2021 | Leça (4)     | 1–0     | (1) Gil Vicente | Leça da Palmeira                                     |  |
| 11:00                   | - Rosado 65' | Reporte |                 | Estadio: Estádio do Leça FC Árbitro: Claudio Pereira |  |

| 20 de noviembre de 2021 | Vizela (1)                     | 2–0     | (2) Estrela da Amadora | Vizela                                              |  |
| 14:00                   | - Mendez 9' - Kiko Bondoso 52' | Reporte |                        | Estadio: Estádio do FC Vizela Árbitro: Luís Godinho |  |

| 20 de noviembre de 2021 | Rio Ave (2)       | 2–1     | (4) S.C. Olhanense | Vila do Conde                                       |  |
| 17:00                   | - Yakubu 58', 68' | Reporte | - Matos 10' (pen.) | Estadio: Estádio dos Arcos Árbitro: Helder Malheiro |  |

| 20 de noviembre de 2021 | Braga (1)                                                                  | 6–0     | (1) Santa Clara | Braga                                                      |  |
| 18:00                   | - Vítor Oliveira 3', 8', 16', 51' - Paulo Oliveira 58' - Galeno 88' (pen.) | Reporte |                 | Estadio: Estádio municipal de Braga Árbitro: João Pinheiro |  |

| 20 de noviembre de 2021 | Alverca (3)     | 1–2     | (1) Famalicão            | Alverca do Ribatejo                                          |  |
| 19:45                   | - Rodrigues 31' | Reporte | - Brazão 69' - Banza 72' | Estadio: Campo Futebol Clube Alverca Árbitro: Joao Goncalves |  |

| 20 de noviembre de 2021 | Porto (1)                                                            | 5–1     | (2) Feirense | Oporto                                          |  |
| 20:15                   | - Uribe 15' - Otávio 39', 45' - Evanilson 57' - Conceição 72' (pen.) | Reporte | - Vargas 67' | Estadio: Estádio do Dragão Árbitro: Hugo Miguel |  |

| 21 de noviembre de 2021 | Serpa (4) | 0–5     | (1) Estoril                                                                             | Serpa                                                            |  |
| 11:00                   |           | Reporte | - Leonardo Acevedo 14', 54' - Chiquinho 18' - Francisco Geraldes 57' - André Clóvis 76' | Estadio: Complexo Desportivo Manuel Baião Árbitro: Antônio Nobre |  |

| 21 de noviembre de 2021 | Vilafranquense (2) | 0–1     | (2) Mafra     | Vila Franca de Xira                             |  |
| 14:00                   |                    | Reporte | - Gabriel 72' | Estadio: Campo do Cevadeiro Árbitro: Fábio Melo |  |

| 21 de noviembre de 2021 | Paredes (4)         | 1–0     | (3) Torreense | Paredes                                                    |  |
| 14:00                   | - Pedro Correia 32' | Reporte |               | Estadio: Cidade Desportiva De Paredes Árbitro: João Mendes |  |

| 21 de noviembre de 2021 | Caldas (3)                                           | 3–5     | (1) Belenenses SAD                                                               | Caldas da Rainha                            |  |
| 14:00                   | - João Rodrigues 6' (pen.), 32' - Thomas Militão 58' | Reporte | - Andrija Luković 3' - Pedro Nuno 18', 52' - Diogo Calila 54' - Afonso Sousa 90' | Estadio: Campo da Mata Árbitro: David Silva |  |

| 21 de noviembre de 2021 | Moreirense (1)                      | 3–2     | (1) Vitória de Guimarães | Moreira de Cónegos                                    |  |
| 16:45                   | - Yan 20', 45' - Steven Vitória 60' | Reporte | - Rafa Soares 89', 90+3' | Estadio: Parque Moreira de Cónegos Árbitro: Rui Costa |  |

| 22 de noviembre de 2021 | Tondela (1)                                                       | 3–1     | (2) Leixões       | Tondela                                                |  |
| 19:45                   | - Juan Manuel Boselli 36' - Tiago Dantas 84' - Jhon Murillo 90+1' | Reporte | - Léo Bolgado 90' | Estadio: Estádio João Cardoso Árbitro: Miguel Nogueira |  |

## Eliminatoria final

### Cuadro de eliminatorias
|  | Octavos de final                 | Octavos de final                 |                    |              | Cuartos de final             | Cuartos de final             |  |                    | Semifinales                                           | Semifinales                                           | Semifinales                                           | Semifinales                                           |  |       | Final              | Final              |  |
|  | 21, 22 y 23 de diciembre de 2021 | 21, 22 y 23 de diciembre de 2021 |                    |              | 11, 12 y 13 de enero de 2022 | 11, 12 y 13 de enero de 2022 |  |                    | 2 de marzo de 2022 (ida) 20 de abril de 2022 (vuelta) | 2 de marzo de 2022 (ida) 20 de abril de 2022 (vuelta) | 2 de marzo de 2022 (ida) 20 de abril de 2022 (vuelta) | 2 de marzo de 2022 (ida) 20 de abril de 2022 (vuelta) |  |       | 22 de mayo de 2022 | 22 de mayo de 2022 |  |
|  |                                  |                                  |                    |              |                              |                              |  |                    |                                                       |                                                       |                                                       |                                                       |  |       |                    |                    |  |
|  |                                  |                                  |                    |              |                              |                              |  |                    |                                                       |                                                       |                                                       |                                                       |  |       |                    |                    |  |
|  | Tondela                          | 3                                |                    |              |                              |                              |  |                    |                                                       |                                                       |                                                       |                                                       |  |       |                    |                    |  |
|  | Tondela                          | 3                                |                    |              |                              |                              |  |                    |                                                       |                                                       |                                                       |                                                       |  |       |                    |                    |  |
|  | Estoril                          | 1                                |                    |              |                              |                              |  |                    |                                                       |                                                       |                                                       |                                                       |  |       |                    |                    |  |
|  | Estoril                          | 1                                |                    | Leça         | 0                            |                              |  |                    |                                                       |                                                       |                                                       |                                                       |  |       |                    |                    |  |
|  |                                  |                                  |                    | Leça         | 0                            |                              |  |                    |                                                       |                                                       |                                                       |                                                       |  |       |                    |                    |  |
|  |                                  |                                  | Sporting de Lisboa | 4            |                              |                              |  |                    |                                                       |                                                       |                                                       |                                                       |  |       |                    |                    |  |
|  | Famalicão                        | 1 (2)                            | Sporting de Lisboa | 4            |                              |                              |  |                    |                                                       |                                                       |                                                       |                                                       |  |       |                    |                    |  |
|  | Famalicão                        | 1 (2)                            |                    |              |                              |                              |  |                    |                                                       |                                                       |                                                       |                                                       |  |       |                    |                    |  |
|  | Portimonense                     | 1 (4)                            |                    |              |                              |                              |  |                    |                                                       |                                                       |                                                       |                                                       |  |       |                    |                    |  |
|  | Portimonense                     | 1 (4)                            |                    |              |                              |                              |  | Sporting de Lisboa | 1                                                     | 0                                                     | 1                                                     |                                                       |  |       |                    |                    |  |
|  |                                  |                                  |                    |              |                              |                              |  | Sporting de Lisboa | 1                                                     | 0                                                     | 1                                                     |                                                       |  |       |                    |                    |  |
|  |                                  |                                  | Porto              | 2            | 1                            | 3                            |  |                    |                                                       |                                                       |                                                       |                                                       |  |       |                    |                    |  |
|  | Leça                             | 1 (6)                            | Porto              | 2            | 1                            | 3                            |  |                    |                                                       |                                                       |                                                       |                                                       |  |       |                    |                    |  |
|  | Leça                             | 1 (6)                            |                    |              |                              |                              |  |                    |                                                       |                                                       |                                                       |                                                       |  |       |                    |                    |  |
|  | Paredes                          | 1 (5)                            |                    |              |                              |                              |  |                    |                                                       |                                                       |                                                       |                                                       |  |       |                    |                    |  |
|  | Paredes                          | 1 (5)                            |                    | Vizela       | 1                            |                              |  |                    |                                                       |                                                       |                                                       |                                                       |  |       |                    |                    |  |
|  |                                  |                                  |                    | Vizela       | 1                            |                              |  |                    |                                                       |                                                       |                                                       |                                                       |  |       |                    |                    |  |
|  |                                  |                                  | Porto              | 3            |                              |                              |  |                    |                                                       |                                                       |                                                       |                                                       |  |       |                    |                    |  |
|  | Casa Pia                         | 1                                | Porto              | 3            |                              |                              |  |                    |                                                       |                                                       |                                                       |                                                       |  |       |                    |                    |  |
|  | Casa Pia                         | 1                                |                    |              |                              |                              |  |                    |                                                       |                                                       |                                                       |                                                       |  |       |                    |                    |  |
|  | Sporting de Lisboa               | 2                                |                    |              |                              |                              |  |                    |                                                       |                                                       |                                                       |                                                       |  |       |                    |                    |  |
|  | Sporting de Lisboa               | 2                                |                    |              |                              |                              |  |                    |                                                       |                                                       |                                                       |                                                       |  | Porto | 3                  |                    |  |
|  |                                  |                                  |                    |              |                              |                              |  |                    |                                                       |                                                       |                                                       |                                                       |  | Porto | 3                  |                    |  |
|  |                                  |                                  | Tondela            | 1            |                              |                              |  |                    |                                                       |                                                       |                                                       |                                                       |  |       |                    |                    |  |
|  | Mafra                            | 3                                | Tondela            | 1            |                              |                              |  |                    |                                                       |                                                       |                                                       |                                                       |  |       |                    |                    |  |
|  | Mafra                            | 3                                |                    |              |                              |                              |  |                    |                                                       |                                                       |                                                       |                                                       |  |       |                    |                    |  |
|  | Moreirense                       | 1                                |                    |              |                              |                              |  |                    |                                                       |                                                       |                                                       |                                                       |  |       |                    |                    |  |
|  | Moreirense                       | 1                                |                    | Rio Ave      | 0                            |                              |  |                    |                                                       |                                                       |                                                       |                                                       |  |       |                    |                    |  |
|  |                                  |                                  |                    | Rio Ave      | 0                            |                              |  |                    |                                                       |                                                       |                                                       |                                                       |  |       |                    |                    |  |
|  |                                  |                                  | Tondela            | 1            |                              |                              |  |                    |                                                       |                                                       |                                                       |                                                       |  |       |                    |                    |  |
|  | Rio Ave                          | 1 (6)                            | Tondela            | 1            |                              |                              |  |                    |                                                       |                                                       |                                                       |                                                       |  |       |                    |                    |  |
|  | Rio Ave                          | 1 (6)                            |                    |              |                              |                              |  |                    |                                                       |                                                       |                                                       |                                                       |  |       |                    |                    |  |
|  | Belenenses                       | 1 (5)                            |                    |              |                              |                              |  |                    |                                                       |                                                       |                                                       |                                                       |  |       |                    |                    |  |
|  | Belenenses                       | 1 (5)                            |                    |              |                              |                              |  | Tondela            | 3                                                     | 1                                                     | 4                                                     |                                                       |  |       |                    |                    |  |
|  |                                  |                                  |                    |              |                              |                              |  | Tondela            | 3                                                     | 1                                                     | 4                                                     |                                                       |  |       |                    |                    |  |
|  |                                  |                                  | Mafra              | 0            | 1                            | 1                            |  |                    |                                                       |                                                       |                                                       |                                                       |  |       |                    |                    |  |
|  | Vizela                           | 1                                | Mafra              | 0            | 1                            | 1                            |  |                    |                                                       |                                                       |                                                       |                                                       |  |       |                    |                    |  |
|  | Vizela                           | 1                                |                    |              |                              |                              |  |                    |                                                       |                                                       |                                                       |                                                       |  |       |                    |                    |  |
|  | Sporting de Braga                | 0                                |                    |              |                              |                              |  |                    |                                                       |                                                       |                                                       |                                                       |  |       |                    |                    |  |
|  | Sporting de Braga                | 0                                |                    | Portimonense | 2                            |                              |  |                    |                                                       |                                                       |                                                       |                                                       |  |       |                    |                    |  |
|  |                                  |                                  |                    | Portimonense | 2                            |                              |  |                    |                                                       |                                                       |                                                       |                                                       |  |       |                    |                    |  |
|  |                                  |                                  | Mafra              | 4            |                              |                              |  |                    |                                                       |                                                       |                                                       |                                                       |  |       |                    |                    |  |
|  | Porto                            | 3                                | Mafra              | 4            |                              |                              |  |                    |                                                       |                                                       |                                                       |                                                       |  |       |                    |                    |  |
|  | Porto                            | 3                                |                    |              |                              |                              |  |                    |                                                       |                                                       |                                                       |                                                       |  |       |                    |                    |  |
|  | Benfica                          | 0                                |                    |              |                              |                              |  |                    |                                                       |                                                       |                                                       |                                                       |  |       |                    |                    |  |
|  | Benfica                          | 0                                |                    |              |                              |                              |  |                    |                                                       |                                                       |                                                       |                                                       |  |       |                    |                    |  |
|  |                                  |                                  |                    |              |                              |                              |  |                    |                                                       |                                                       |                                                       |                                                       |  |       |                    |                    |  |

### Octavos de final
La jugarán un total de 16 equipos y el Leça y el Paredes son los equipos de menor categoría.
| 21 de diciembre de 2021 | Tondela (1)                                           | 3–1     | (1) Estoril         | Tondela                                              |  |
| 18:45                   | - Tiago Dantas 45' - Juan Graf 51' - Daniel Anjos 68' | Reporte | - 18' Leonardo Ruiz | Estadio: Estádio João Cardoso Árbitro: João Pinheiro |  |

| 21 de diciembre de 2021 | Famalicão (1)          | 1–1 (2-4 pen.) | (1) Portimonense   | Vila Nova de Famalicão                                          |  |
| 20:45                   | - Bruno Nascimento 83' | Reporte        | - 46' Aylton Morte | Estadio: Estádio municipal 22 de Junho Árbitro: Manuel Oliveira |  |

| 22 de diciembre de 2021 | Leça (4)            | 1–1 (6-5 pen.) | (4) Paredes        | Leça da Palmeira                                    |  |
| 14:00                   | - Angelo Coelho 27' | Reporte        | - 41' Ismael Pinto | Estadio: Estádio do Leça FC Árbitro: Joao Goncalves |  |

| 22 de diciembre de 2021 | Casa Pia (2)    | 1–2     | (1) Sporting de Lisboa                  | Lisbon                                           |  |
| 20:45                   | - Joao Silva 9' | Reporte | - 33' Sebastian Nion - 59' Pablo Garcia | Estadio: Estádio Pina Manique Árbitro: Rui Costa |  |

| 23 de diciembre de 2021 | Mafra (2)                                      | 3–1     | (1) Moreirense  | Mafra                                                      |  |
| 14:00                   | - Bura 43' - Pedro Silva 79' - Andre Lopes 85' | Reporte | - 26' Yan Souza | Estadio: Estádio municipal de Mafra Árbitro: Andre Narciso |  |

| 23 de diciembre de 2021 | Rio Ave (2)      | 1–1 (6-5 pen.) | (1) Belenenses SAD  | Vila do Conde                                     |  |
| 17:00                   | - Hugo Gomes 42' | Reporte        | - 9' Pedro Ferreira | Estadio: Estádio dos Arcos Árbitro: Antonio Nobre |  |

| 23 de diciembre de 2021 | Vizela (1)        | 1–0     | (1) Braga | Vizela                                              |  |
| 18:45                   | - Nuno Moreira 8' | Reporte |           | Estadio: Estádio do FC Vizela Árbitro: Nuno Almeida |  |

| 23 de diciembre de 2021 | Porto (1)                                | 3–0     | (1) Benfica | Oporto                                              |  |
| 20:45                   | - Francisco Barbosa 1', 31' - Vitinha 6' | Reporte |             | Estadio: Estádio do Dragão Árbitro: Fabio Verissimo |  |

### Cuartos de final
| 11 de enero de 2022 | Leça (4) | 0–4     | (1) Sporting CP                              | Leça da Palmeira                                 |  |
| 20:45               |          | Reporte | - Tabata 12', 80' - Nunes 31' - Santos 90+2' | Estadio: Estádio do Leça FC Árbitro: Manuel Mota |  |

| 12 de enero de 2022 | Rio Ave (2) | 0–1 (t.s.) | (1) Tondela    | Vila do Conde                                         |  |
| 18:45               |             | Reporte    | - Dadashov 96' | Estadio: Estádio dos Arcos Árbitro: Artur Soares Dias |  |

| 12 de enero de 2022 | Vizela (1)     | 1–3     | (1) Porto                                      | Vizela                                               |  |
| 20:45               | - Cassiano 24' | Reporte | - Uribe 8' - Vieira 65' (pen.) - Evanilson 90' | Estadio: Estádio do FC Vizela Árbitro: João Pinheiro |  |

| 13 de enero de 2022 | Portimonense (1)                 | 2–4     | (2) Mafra                                                              | Portimão                                                        |  |
| 20:45               | - Nakajima 31' - Boa Morte 90+1' | Reporte | - Martins 4' - Ferreira 16' (pen.) - Pedro Lucas 36' - Bura 71' (pen.) | Estadio: Estadio municipal de Portimão Árbitro: Hélder Malheiro |  |